# 362 av. J.-C.
Cette page concerne l'année 362 av. J.-C. du calendrier julien proleptique.

## Événements

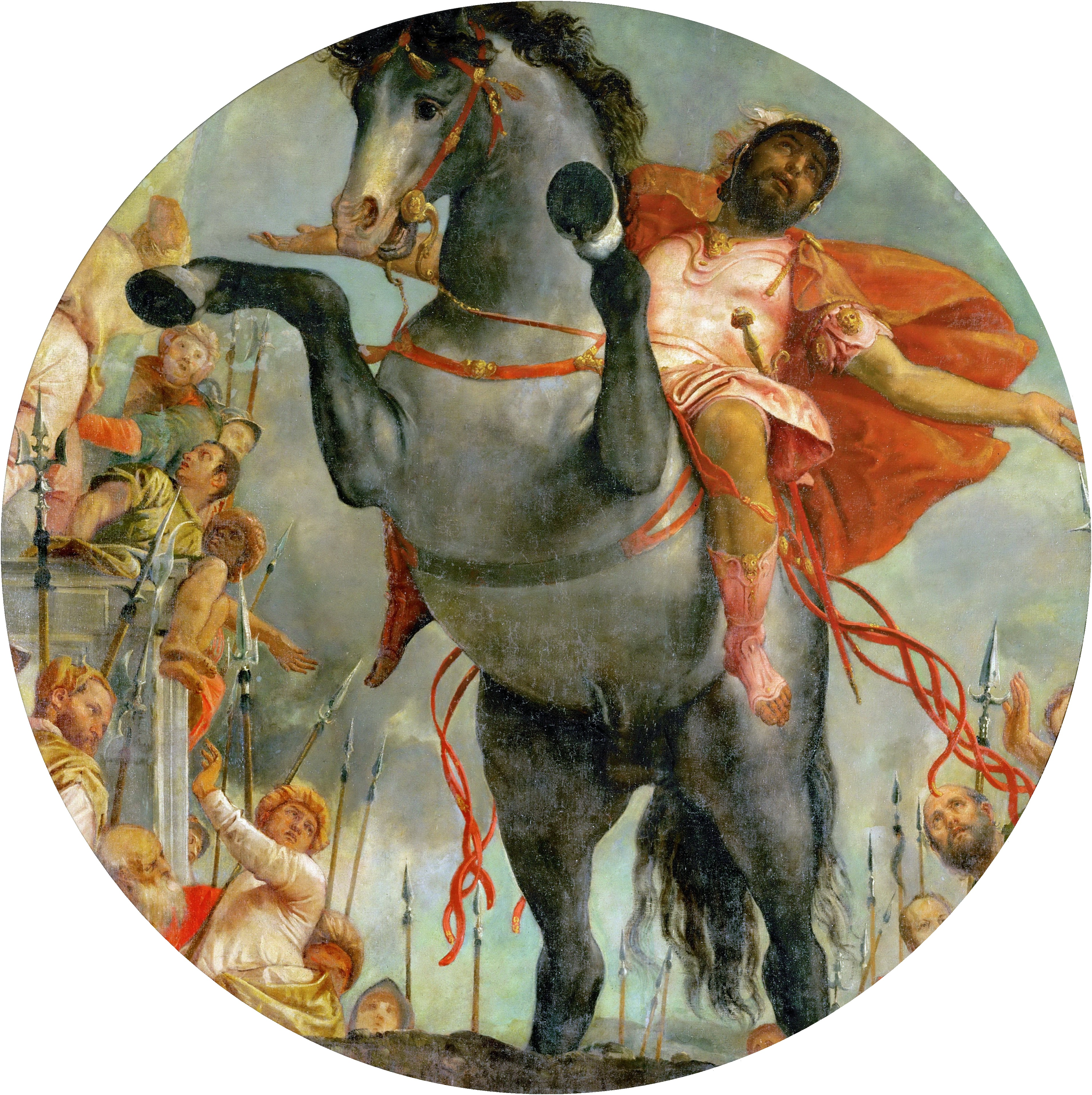
Le sacrifice de Marcus Curtius, toile de Véronèse.

- 5 février (15 mars du calendrier romain) : début à Rome du consulat de Lucius Genucius Aventinensis et Quintus Servilius Ahala[1]. Défaite et mort du consul plébéien Lucius Genucius lors d’une embuscade dans la guerre contre les Herniques. Appius Claudius Sabinus est nommé dictateur et les Herniques sont battus. Sacrifice de Marcus Curtius, jeune patricien qui se précipite avec son cheval et ses armes dans un gouffre qui s’est ouvert sur le Forum pour apaiser les Dieux (Lacus Curtius)[2].

- Juillet : bataille de Mantinée[3].
  - Nouvelle intervention thébaine destinée à remettre au pouvoir les amis de Thèbes en Arcadie et à restaurer l’autorité thébaine dans le Péloponnèse. Épaminondas est victorieux à Mantinée contre la nouvelle confédération spartiate, mais il trouve la mort et Thèbes perd le bénéfice de la victoire[4]. Une paix commune, non garantie par le roi, est signée (362/361 av. J.-C.). Sparte, qui refuse de reconnaître l’indépendance des Messéniens qui participent à la paix, ne signe pas les accords. Elle est isolée diplomatiquement. Le roi Agésilas II est contraint de s’engager comme mercenaire en Égypte pour remplir les caisses.

- Point culminant de la révolte des satrapes d’Asie mineure contre le roi de Perse Artaxerxès II (362-361 av. J.-C. ): Datamès, satrape de Cappadoce, Ariobarzanès, satrape de Phrygie, Mausole, dynaste de Carie, Orontès, satrape de Mysie, Autophradatès, satrape de Lydie[5].
- Fin du règne de Nectanébo, pharaon d'Égypte (363-362 av. J.-C.). Son fils Téos (Tachos) lui succède (fin en 360 av. J.-C.). C'est le premier pharaon qui fait frapper la monnaie, ce qui lui permet de payer ses mercenaires grecs. À la fin de l'année, le roi Agésilas II de Sparte arrive en Égypte avec mille hoplites et la flotte du mercenaire athénien Chabrias pour soutenir le pharaon dans ses projets de campagne contre la Perse[6].

## Naissances en 362 av. J.-C.
- Alexandre le Molosse, roi d'Épire, fils de Néoptolème Ier, et frère d'Olympias.
- Philémon, écrivain grec.
- Eumène de Cardia.

## Décès en 362 av. J.-C.
- Épaminondas.
- Nectanébo.